# Actes des Martyrs

Les Actes des Martyrs (latin : Acta Martyrum) sont des registres relatant les souffrances et la mort d'un martyr chrétien ou d'un groupe de martyrs.
On les divise en trois catégories,: 
- Les procès verbaux du tribunal. Ceux qui existent encore sont très peu nombreux. Le plus parfait exemple peut être les Acta proconsularia de Cyprien de Carthage. Un autre exemple sont les Actes de saint Justin.
- Les Passions ou Martyres écrits par des chrétiens et basés sur les rapports de témoins oculaires.  La Passion de Perpétue et Félicité est la plus fameuse.  Autres exemples : le Martyre de Polycarpe[3] et ceux d'Ignace d'Antioche et des Martyrs de Lyon, et la Passion de saint Irénée.
- Les légendes, généralement destinées à légitimer un culte et sans fondement historique certifié. À cette catégorie appartiennent les Actes de Catherine d'Alexandrie, de saint Georges et le Martyre de saint Clément. Parfois on les confond avec les Vita.

Dans l'Église latine, on faisait depuis les premiers temps, comme attesté par saint Augustin, des collections des Actes des Martyrs et on les employait dans la liturgie.